# La storia di Babbo Natale - Santa Claus
La storia di Babbo Natale - Santa Claus (Santa Claus: The Movie) è un film del 1985 diretto da Jeannot Szwarc.

## Trama
Molte centinaia di anni fa, un anziano falegname di nome Claus viveva con la moglie in un piccolo villaggio e amava lavorare il legno per costruire giocattoli da donare ogni Natale ai bambini del suo villaggio e di quelli circostanti. La notte di Natale per raggiungere i bambini degli altri villaggi attraversa la foresta, accompagnato dalla moglie Anya, con la sua piccola slitta trainata dalle sue due renne Donner e Blitzen. Durante la traversata del bosco si imbatte in una tremenda tormenta di neve e nel mezzo della bufera perde i sensi così come la sua povera moglie e le sue renne ormai stanche ed affaticate. Al loro risveglio i due vengono accolti da un gruppo di strani ometti con sgargianti vestiti colorati che subito si rivelano essere elfi. Con sommo stupore i due coniugi scoprono di essere al Polo Nord. Come predetto da un'antica profezia l'anziano uomo riceve in dono l'onore e l'onere di diventare Santa Claus, ovvero Babbo Natale.
Da allora ogni anno lui con l'aiuto dei suoi fedeli aiutanti porta doni ai bambini di tutto il mondo. Il trascorrere del tempo ci porta ai nostri giorni. Dopo aver perso il posto di assistente di Babbo Natale, Patch, un elfo dalle mirabili qualità, crede che egli non abbia più fiducia in lui. Per la grande delusione, Patch se ne va di nascosto dal Polo Nord. Il suo vagare lo porta a New York, dove conosce un malvagio industriale di nome B.Z. che produce giocattoli di scarsa qualità e vuole usare le sue doti e la sua magia per arricchirsi. Babbo Natale, dopo aver scoperto la fuga del suo vecchio amico, con l'aiuto di Joe e di Cornelia, due giovani ragazzi che aveva conosciuto il Natale precedente, riesce a salvare Patch, a sconfiggere B.Z. e a riportarlo a casa.
Tornati tutti al villaggio degli elfi, tutti sono concordi che i bambini rimangano là, dato che ormai non hanno più nessuno nella loro città, poiché Joe era già un orfano e Cornelia non ha più lo zio (volato via dopo aver mangiato i dolci magici). Gli elfi quindi pensano di organizzare anche una scuola nella città natale (cosa che non rende felicissimi i due bambini). Tutto finisce per il meglio e tutti insieme si festeggia il lieto fine.

## Riprese
Le riprese si sono svolte nei Pinewood Studios di Londra.